# 党卫军在敌境前进
《党卫军在敌境前进》（德語：SS marschiert in Feindesland），别名《恶魔之歌》（德語：Teufelslied），是纳粹德国时期的一支进行曲，歌词内容主要是歌颂党卫军的勇敢和对希特勒的忠诚，精英主义意识十分明显。从西班牙内战到第二次世界大战期间，该曲由秃鹰军团、武装党卫军、希德等军事组织广为传唱。二战结束后，法国外籍军团和巴西空降步兵旅等他国军队继承发展了该曲的旋律，形成具有各自风格的军歌。

## 历史
1939年，德国空军创作了一首名为《秃鹰军团进行曲》（德語：Parademarsch der Legion Condor）的军歌:76。纳粹党的武装力量，武装党卫军照搬了该曲的旋律并保留了其中诸如“恶魔”之类的歌词，另外加入了支持希特勒和反布尔什维克等内容，改编成这首《恶魔之歌》，高调宣唱其捣毁共产主义的意志。颇为现实的是，这首歌的歌词还会随着战局形势不断变化：苏德战争爆发时其中一段歌词是“神枪手矗立在窝瓦河畔”；而到了1945年德军被推回德波边境时，这句就变成了“奧得河畔”。
随着武装党卫军在各国家和民族中不断发展力量，这首曲子也先后被来自五湖四海的党卫军师翻译和改编为各自语言的版本。例如，由法国志愿者组成的党卫军第33“查理曼”掷弹兵師就有法语版的《恶魔之歌》（法語：Le Chant du Diable）:486；来自拉脱维亚的党卫军第19掷弹兵師也有自己的《脚下的白色大道》作为进行曲；最有意思的是党卫军第5“维京”装甲师，其中的挪威人和愛沙尼亞人各编了一套歌词，分别是歌颂维京人和吉斯林的《维京颂》（挪威語：På Vikingtokt）和赞美爱沙尼亚的《恶魔之歌》:35-36。这些改编版本中都没有提及希特勒和反共产主义。
战争结束后，法国外籍军团汲取了一大批德语军歌，该曲也在其列。法国人对歌词进行了大幅改编，并以《外籍军团向前线挺进》（法語：La Legion marche vers le front）为名传唱至今。除了法国，巴西陆军的空降步兵旅也有相应的改编版《天空之龙》（葡萄牙語：Dragões do Ar）。
另一方面，在现代德国，由于公然宣扬纳粹主义，在艺术、科学、研究或教育以外的场合使用原版的《恶魔之歌》将触犯德国刑法第86条第一款，可处三年以下監禁或罚款。曾经是纳粹德国一部分的奥地利也对该曲明令禁止，违者将受到严惩。2013年4月，奥地利第三大党奥地利自由党发言人史蒂芬·戈沙赫（德語：Stefan Gotschacher）在社交网站Facebook上引用了《恶魔之歌》的一句歌词，立刻引起轩然大波:121。由于该党一直被指责与新纳粹主义有千丝万缕的联系，对一切引起联想的事件都讳莫如深。所以尽管戈沙赫随后删除了该条消息并声称他对该曲实为武装党卫军军歌一无所知，但还是难逃被奥地利自由党开除的下场。